# Син Америки (фільм, 2019)
Син Америки (англ. Native Son) — американський драматичний фільм 2019 року, режисером якого є Рашид Джонсон, за сценарієм Сюзан-Лорі Паркс. Він заснований на однойменному романі Річарда Райта. В ньому знімалися: Ештон Сандерс, Маргарет Кволлі, Нік Робінсон, КіКі Лейн, Білл Кемп і Санаа Латан.
Його світова прем'єра відбулася на кінофестивалі «Санденс» 24 січня 2019 року.

## У ролях
- Ештон Сандерс — Біггер Томас
- Маргарет Кволлі — Мері Далтон
- Нік Робінсон — Ян Ерлоун
- КіКі Лейн — Бессі
- Білл Кемп — Генрі Далтон
- Санаа Латан — Труди Томас
- Стівен Гендерсон — містер Грін
- Ламар Джонсон — Гас
- Джерод Гейнес — Джек Гардінг
- Барбара Зукова — Пеггі
- Елізабет Марвел — місіс Далтон
- Девід Алан Грір — Марті
- Аарон Мотен — Тоні

## Виробництво
У лютому 2017 року було оголошено, що Рашид Джонсон буде знімати фільм за сценарієм, написаним Сюзан-Лорі Паркс. У березні 2018 року з'явилась інформація, що Ештон Сандерс, Нік Робінсон, Маргарет Кволлі, Білл Кемп і КіКі Лейн були запрошені знятися в фільмі. Меттью Пернічіаро та Майкл Шерман будуть продюсувати стрічку під своїм банером Bow and Arrow Entertainment, а A24 розповсюджуватиме. У квітні 2018 року до зйомки фільму приєдналися Санаа Латан, Конні Нельсон, Ламар Джонсон і Джерод Гейнес.
Знімальний період розпочався 9 квітня 2018 року в Клівленді, штат Огайо. Виробництво завершилося 6 травня 2018 року.

## Реліз
Світова прем'єра фільму відбулася на кінофестивалі «Санденс» 24 січня 2019 року, за кілька годин після того, як HBO Films придбала права на розповсюдження стрічки в США.